# Valenza
Valenza – miejscowość i gmina we Włoszech, w regionie Piemont, w prowincji Alessandria.
Według danych na styczeń 2010 gminę zamieszkiwały 20 163 osoby przy gęstości zaludnienia 402,9 os./1 km².